# Rezerwat przyrody Bonarka
Rezerwat przyrody Bonarka – rezerwat przyrody nieożywionej w województwie małopolskim, w Krakowie (dzielnica Podgórze). Został utworzony w 1961 roku i zajmuje powierzchnię 2,29 ha. 
Powstał w wyrobisku jednego z siedmiu nieczynnych kamieniołomów na Krzemionkach Podgórskich. Na Bonarce w latach 1885–1929 wydobywano margle senońskie (kredowe) używane do wyrobu cementu. Po kamieniołomie pozostało dobrze zachowane, płytkie wyrobisko w formie niecki terenowej. Ochronie podlega odkrywka geologiczna – erozyjne dno morza górnokredowego, doskonale zachowana powierzchnia abrazyjna, progi uskokowe i odsłonięcie stropowej części skał jurajskich. Wytyczono ścieżkę dydaktyczną o długości 300 m do zwiedzania rezerwatu. Odbywają się tutaj zajęcia terenowe dla studentów.
W pobliżu istniał dawniej jeszcze jeden kamieniołom i cementownia „Bonarka” – między obecnymi ulicami Kamieńskiego i Puszkarską. Od 2009 roku działa na nim wielkie centrum handlowe Bonarka City Center. Na Krzemionkach w najbliższym sąsiedztwie rezerwatu znajdują się: Kopiec Krakusa, Cmentarz Podgórski, kamieniołom Liban, dawny obóz pracy Liban i teren dawnego obozu koncentracyjnego Plaszow.
Obszar rezerwatu jest objęty ochroną czynną.

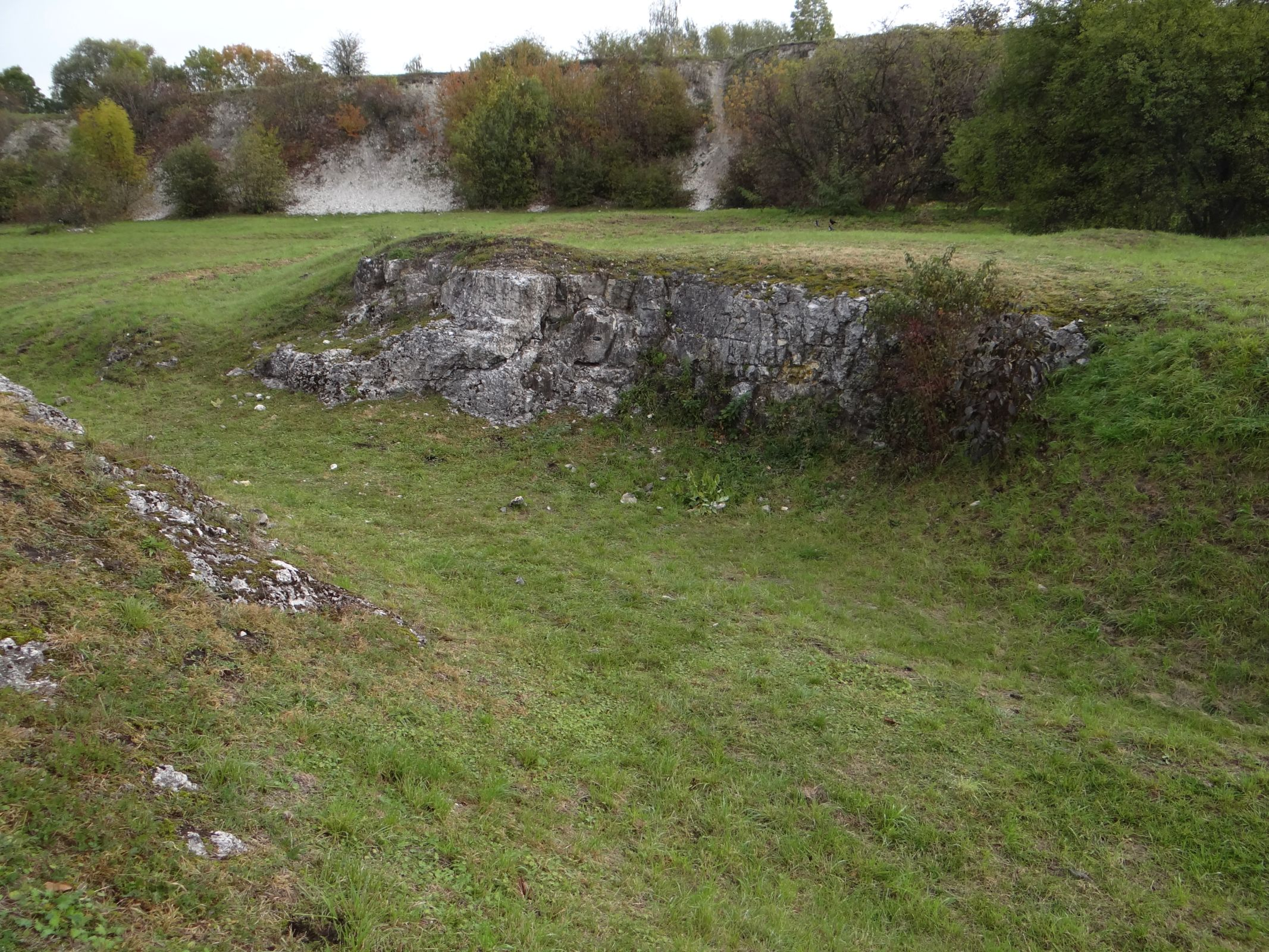
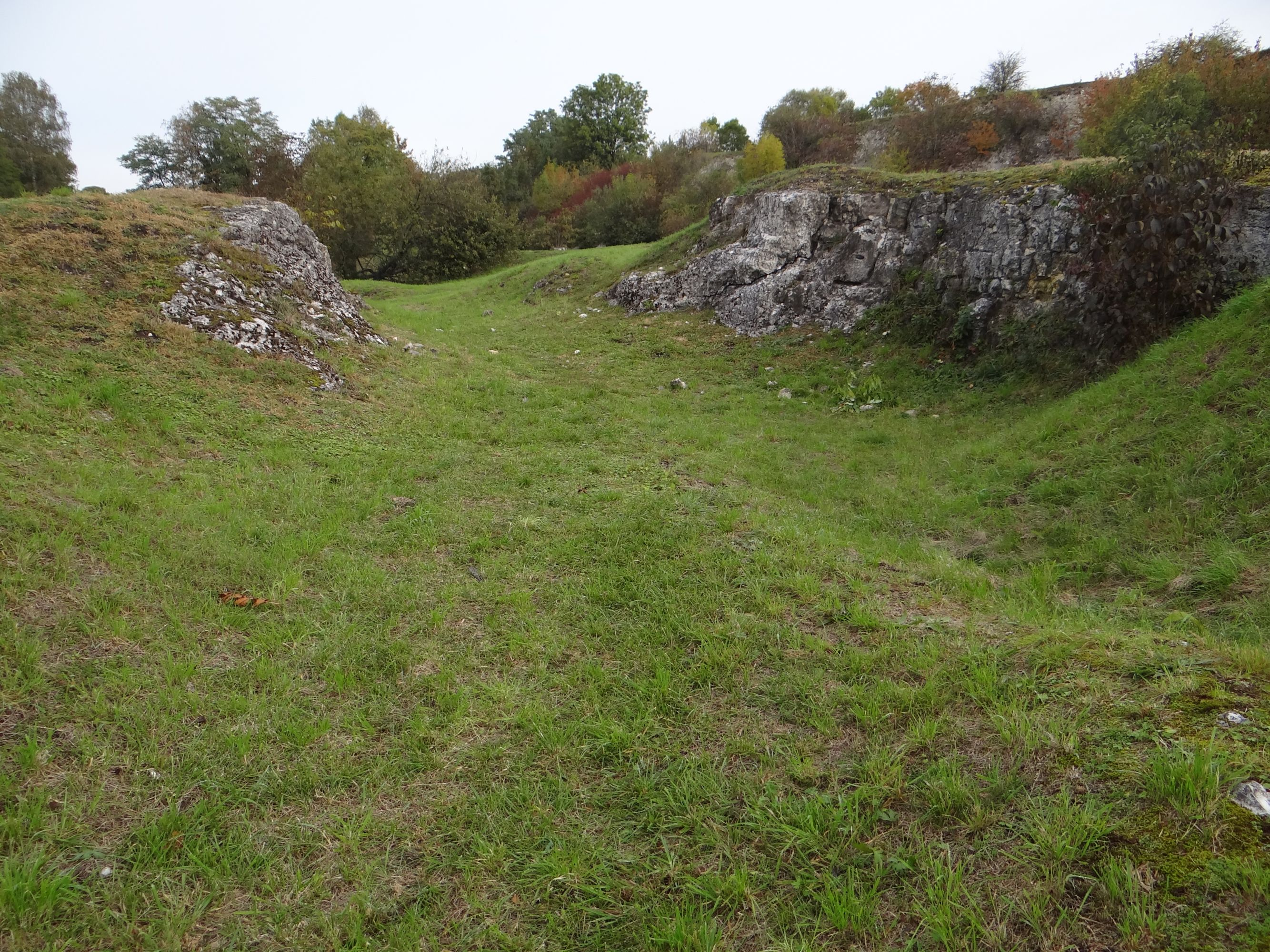
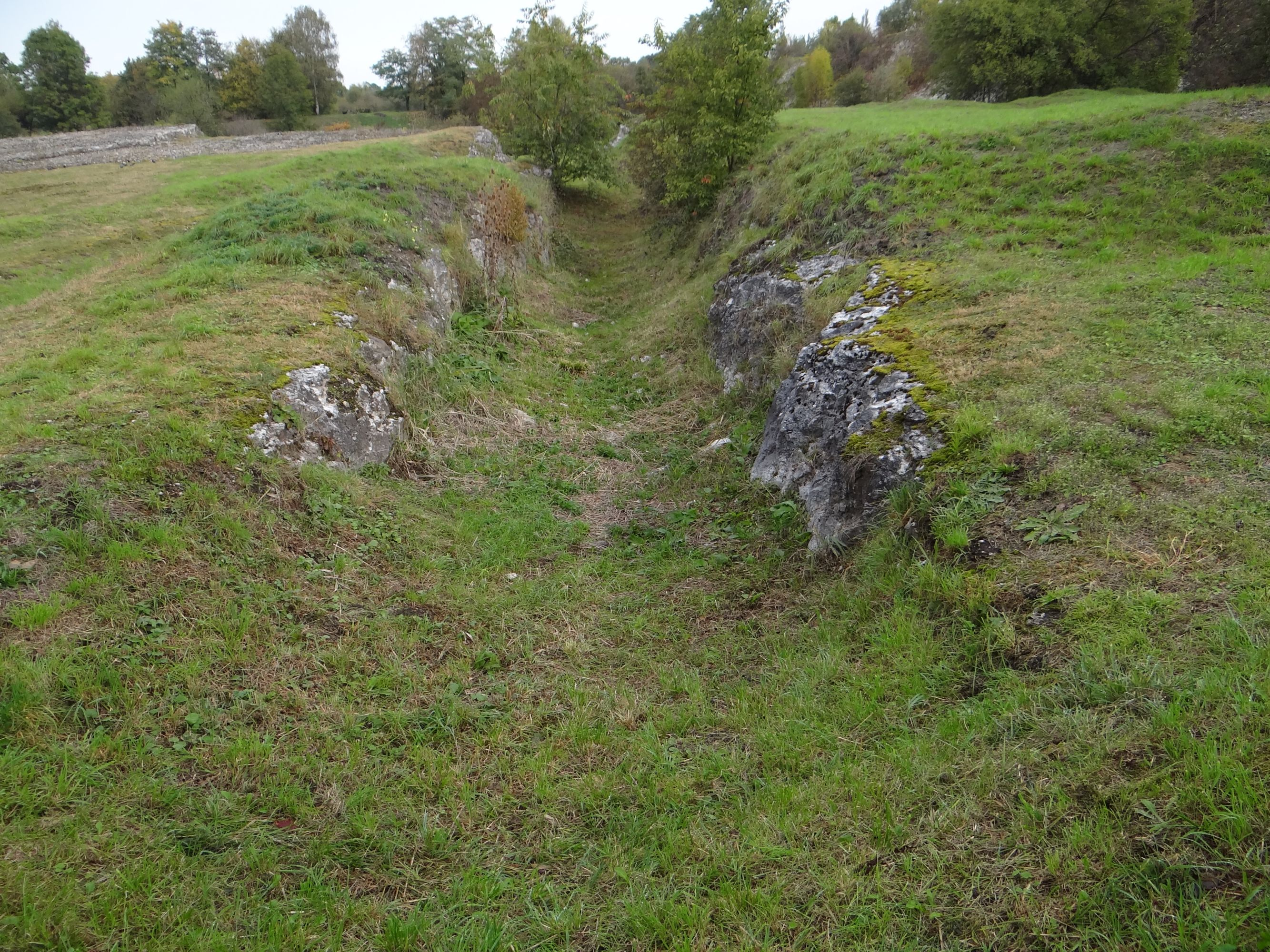
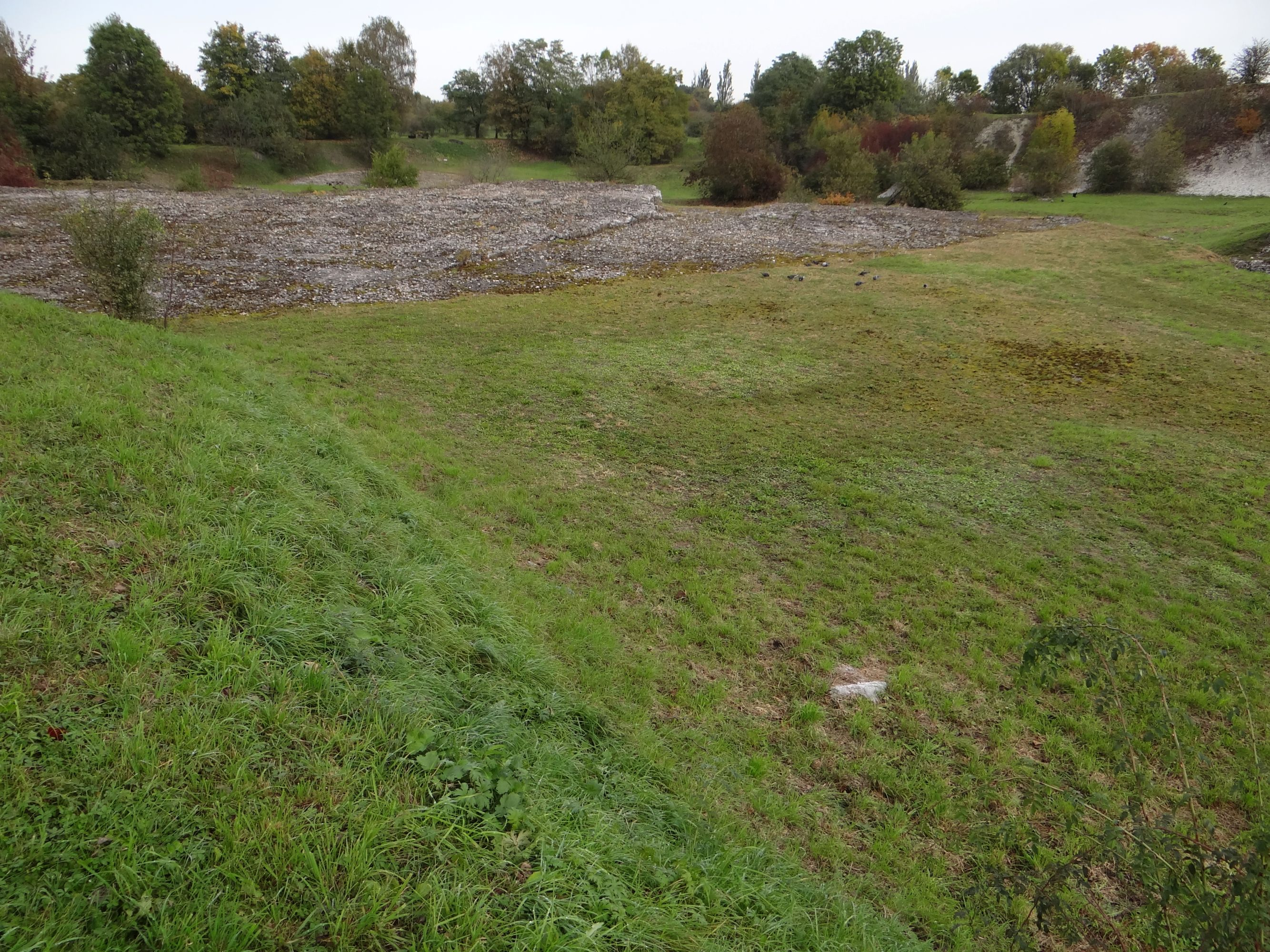
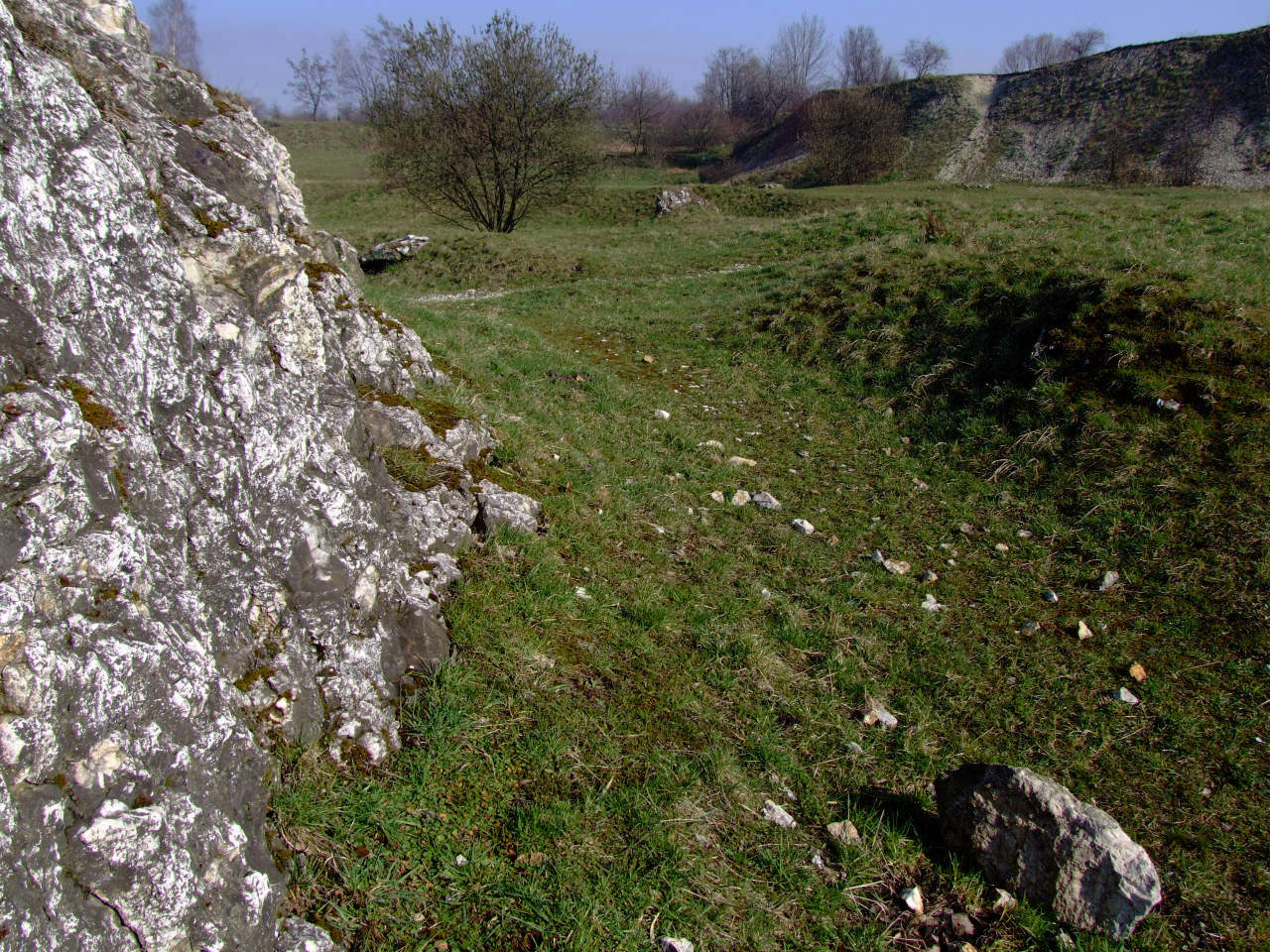
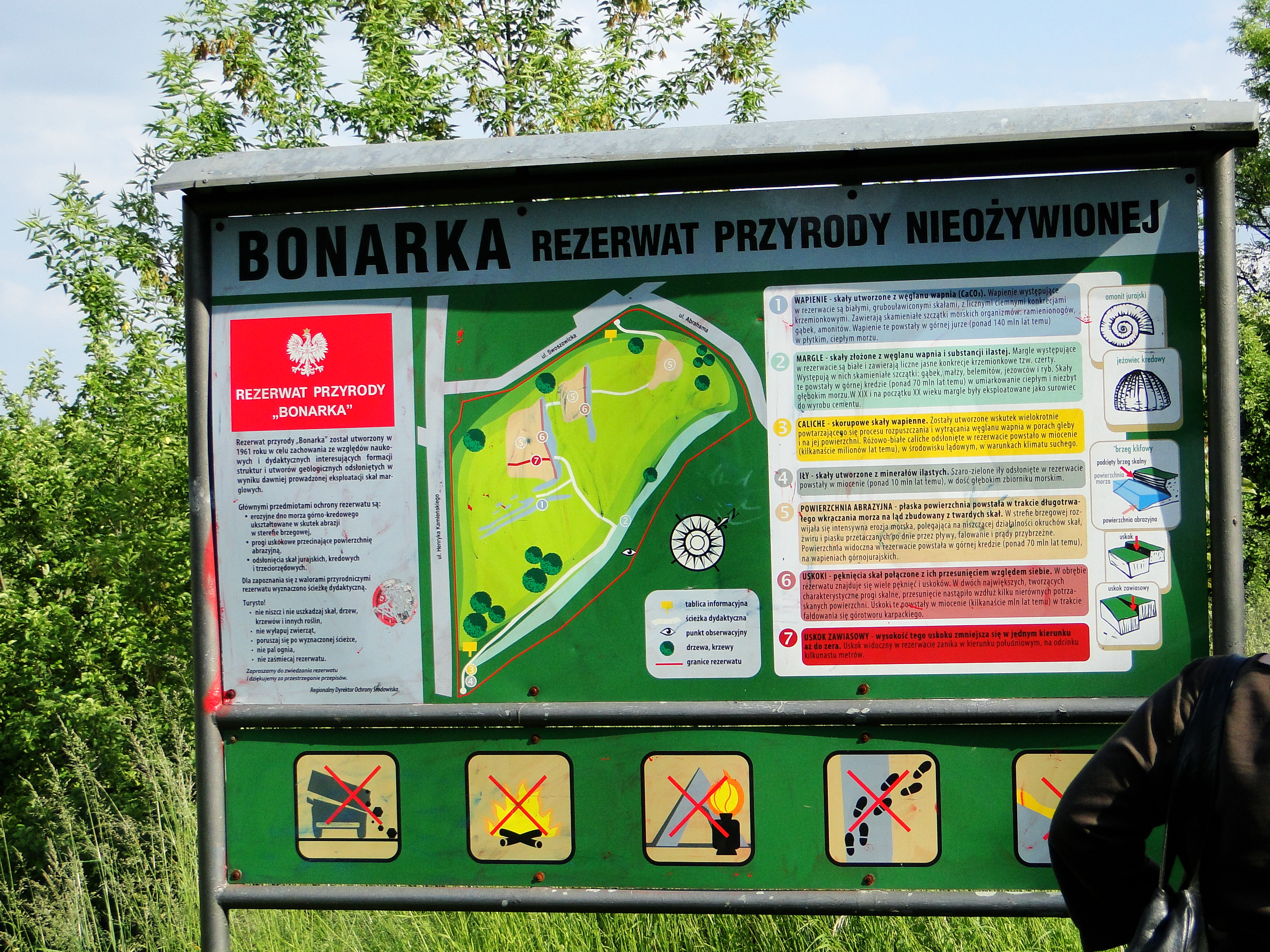
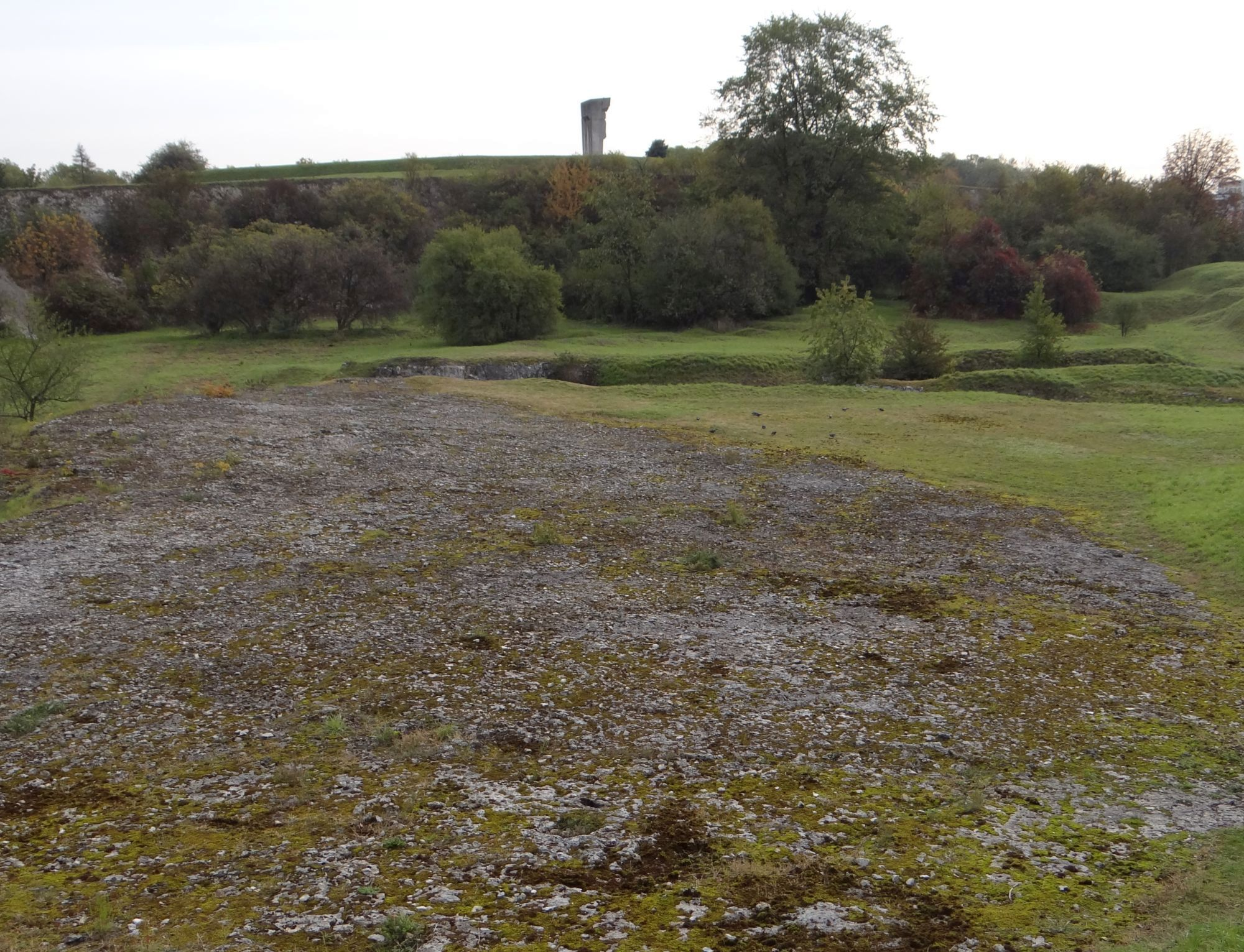
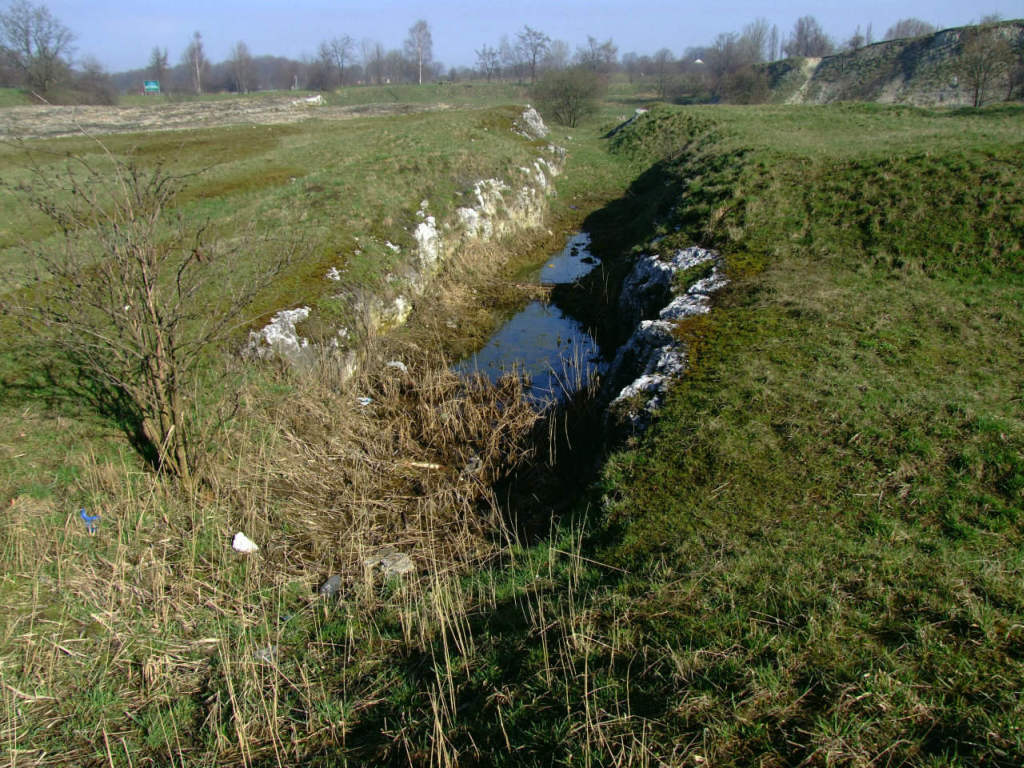